# هت کریک (کالیفرنیا)
هت کریک (به انگلیسی: Hat Creek) یک منطقهٔ مسکونی در ایالات متحده آمریکا است که در شهرستان شاستا، کالیفرنیا واقع شده‌است. هت کریک ۱۲۹٫۹۷۵ کیلومتر مربع مساحت و ۳۰۹ نفر جمعیت دارد و ۱٬۰۴۳ متر بالاتر از سطح دریا واقع شده‌است.